# ضياء جعفر
ضياء جعفر هاشم (1910-1992) هو سياسي ورجل أعمال عراقي شغل مناصب وزارية مختلفة في العهد الملكي في العراق.

## سيرته
ولد ضياء جعفر هاشم العلوي في بغداد عام 1910 وأكمل دراسته فيها، ثم درس اللغة الإنكليزية في الجامعة الأمريكية في بيروت، ليلتحق في الجامعة في بريطانيا ويحصل على شهادة الهندسة الميكانيكية.
ارتبطت باسمه أغلب مشاريع الإعمار العملاقة والبني التحتية للاقتصاد العراقي من خلال تسنمه وزارات الاقتصاد والمالية والأشغال والمواصلات في الفترة 1947 ـ 1958، ويشار إليه عند ذكر السدود الإروائية العملاقة في العراق.
قضى ضياء جعفر صيف عام 1958 في لندن لغرض العلاج، خلال هذه الفترة قامت ثورة 14 تموز 1958 وسقط النظام الملكي. فضل جعفر البقاء في لندن. وفي عام 1962، عاد إلى العراق ليؤسس مكتبا معماريا في بغداد. وفي عام 1969، سافر إلى بيروت قبل أن ينتقل إلى إمارة الشارقة، ثم إلى لندن مجددا حيث توفي عام 1992 إثناء إجرائه عملية جراحية.

## عائلته
والده جعفر هاشم كان تاجرا معروفا، أما جده لأمه الحاج عبد الهادي الإستربادي وخاله محمود الإستربادي فقد كانا عضوين في مجلس الأعيان في العهد الملكي عن مدينة الكاظمية.
ابنه جعفر ضياء جعفر عالم وقد أشرف على مشروع البرنامج النووي العراقي في سنة 1982 في عهد صدام حسين.
أما ابنه الآخر يحيى ضياء جعفر فهو رجل أعمال.
ابنه الآخر حميد ضياء جعفر فهو رئيس مجلس إدارة مجموعة الهلال والتي تضم شركتي نفط الهلال والهلال للمشاريع في الإمارات العربية المتحدة، ويضم مجلس إدارة مجموعة الهلال ولديه بدر حميد جعفر ومجيد حميد جعفر، وهما رجلا أعمال يحملان الجنسية الإماراتية، بالإضافة إلى رزان جعفر وهي عضوة أيضا في مجلس المجموعة. كما يشغل حميد ضياء جعفر منصب رئيس مجلس إدارة دانة غاز.

## كتب عنه
- كتاب «ضياء جعفر سيرة ومذكرات» للمؤلف عماد عبد السلام رؤوف.[10]
- كتاب «ضياء جعفر ودوره السياسي والاقتصادي في العراق» للمؤلف حيدر فاروق السامرائي.[11]